# Catacraerus cupreonitens
Catacraerus cupreonitens är en skalbaggsart som beskrevs av Heinrich Bickhardt 1920. Catacraerus cupreonitens ingår i släktet Catacraerus och familjen stumpbaggar. Inga underarter finns listade i Catalogue of Life.